# Danhal
Ne doit pas être confondu avec Danhal-Kpangara ou Danhal-Pèra.
Danhal est une localité située dans le département de Gaoua de la province du Poni dans la région Sud-Ouest au Burkina Faso.

## Géographie
Danhal est situé à 7 km au sud de Gaoua et à 3 km à l'est de la route nationale 12.

## Santé et éducation
Le centre de soins le plus proche de Danhal est le centre hospitalier régional (CHR) de la province à Gaoua.